# A542-es autópálya (Németország)
Az A542-es autópálya (németül: Bundesautobahn 542) egy autópálya Németországban. Hossza 6 km.